# 环球企业家
《环球企业家》杂志创刊于1993年7月，由中国作家出版集团主办。2009年，《环球企业家》转入21世纪报系行列，21世纪报系是南方报业传媒集团。2015年，《环球企业家》停刊。